# 长棒柄花
长棒柄花（学名：Cleidion spiciflorum）为大戟科棒柄花属下的一个种。